# Автошлях Т 1517
Автошлях Т 1517 — автомобільний шлях територіального значення у Миколаївській області. Проходить територією Снігурівського району через Снігурівку до перетину з Т 1508. Загальна довжина — 3,6 км.

## Маршрут
Автошлях проходить через такі населені пункти:
| Автошлях Т 1517      |        |
| Миколаївська область |        |
| Снігурівський район  |        |
| Снігурівка           | Т 1505 |
|                      | Т 1508 |